# محاسبات هسته هیبریدی
محاسبات هسته ترکیبی (به انگلیسی: Hybrid-core computing) تکنیک گسترش معماری مجموعه دستور العمل کالا (به عنوان مثال x86) با دستورالعمل های خاص برنامه برای تسریع عملکرد برنامه است. این یک شکل از محاسبات ناهمگن است که در آن واحدهای محاسباتی نامتقارن با یک پردازنده "کالا" همزیستی دارند.
پردازش هسته ترکیبی با محاسبات ناهمگن عمومی از این جهت متفاوتند که واحدهای محاسباتی یک فضای آدرس منطقی مشترک دارند و یک فایل قابل اجرا از یک دستورالعمل واحد جریان داخلی تشکیل شده است. مجموعه دستور های یک سیستم محاسباتی هیبریدی هسته ای حاوی دستورالعمل هایی است که می تواند به مجموعه دستورالعمل میزبان یا به سخت افزار خاص برنامه ارسال شود.
به طور معمول، محاسبات هسته هیبریدی به بهترین وجه در جایی که غالب چرخه های محاسباتی در چند هسته قابل شناسایی صرف می شود، استفاده می شود، همانطور که اغلب در برنامه های محاسباتی با کارایی بالا دیده می شود. شتاب، به ویژه زمانی مشخص می شود که منطق هسته به خوبی به دنباله ای از دستورالعمل های پردازنده کالا نگاشت شود، و/یا به خوبی به کاربرد خاص سخت افزار نگاشت شود.
محاسبات هسته هیبریدی برای سرعت بخشیدن به برنامه های کاربردی فراتر از آنچه در حال حاضر با پردازنده های خارج از قفسه امکان پذیر است، یا برای کاهش هزینه های برق و خنک کننده در یک مرکز داده با کاهش ردپای محاسباتی استفاده می شود. (یعنی برای دور زدن موانعی مانند چالش‌های قدرت/چگالی که پردازنده‌های کالای امروزی با آن مواجه هستند).